# Королёво (Закарпатская область)
Королёво (укр. Королево) — посёлок в Береговском районе Закарпатской области Украины. Административный центр Королёвской поселковой общины.

## История
В мае 1995 года Кабинет министров Украины утвердил решение о приватизации находившегося здесь химического завода.

## Население
Население на 2020 год составило 10 260 человек.

### Языковой состав
Родной язык населения по данным переписи 2001 года:
| Язык       | Численность, чел. | Доля     |
| ---------- | ----------------- | -------- |
| Украинский | 7 549             | 93,61 %  |
| Венгерский | 415               | 5,15 %   |
| Русский    | 93                | 1,15 %   |
| Другое     | 7                 | 0,09 %   |
| Итого      | 8 064             | 100,00 % |

## Замок Нялаб
В IX—X вв. на месте замка существовало поселение славян, а в конце XII в. на городище был построен деревянный королевский охотничий домик, от которого Королёво получило своё название. В XIV в. на этом месте строят каменный замок. В 1672 г. замок был разрушен после подавления заговора магнатов.
Памятник расположен на двух высоких террасах скалистого холма, возвышающегося над р. Тисой, в северо-западной части поселка. До наших дней дошли только фрагменты стен замка. Основные сооружения замка находятся на самой высокой части холма. Замок возведен из бутового камня на известковом растворе. В плане — асимметричен, имеет форму неправильного четырехугольника, приспособленного к неровностям склонов. Посреди дворика — следы колодца. В юго-западном углу находится полукруглая башня. Длина верхней части замка *57, ширина — 47, высота стен — до 9,6 м. Толщина стен более 2 м. К главному сооружению прилегает часть укреплений, имеющих форму прямоугольника со сторонами 24X32 м. В юго-восточной части холма на значительном расстоянии от главных крепостных сооружений отдельно стоит сторожевая башня килеобраз-ной формы в плане. Размеры её 9,65X10,15 м, высота — 6,9, толщина стен — 2,65 м. Скала за башней прорезана глубоким рвом.

## Археологическая стоянка Королёво
На высоте 100 метров над рекой Тисой расположена многослойная стоянка первобытного человека Королёво, где были обнаружены рубила и нуклеусы, а в самом нижнем слое (710—730 тыс. л. н.) — чопперы и чоппинги. Слой VI приурочен к верхней части внутриминдельской палеопочвы (600 тыс. лет назад). 33 артефакта, включая два готовых орудия: нуклевидный чоппер и отщеп, обработанный с двух сторон, из слоя VII обнаружены в зоне обратной намагниченности (более 900 тыс. л. н.). По бериллию-10 и алюминию-26 слой VII датируется возрастом 1,42 млн лет. Системы раскалывания орудий из слоёв VI и VII стоянки Королёво-1 похожи между собой и имеют аналогии в других раннепалеолитических индустриях, например на стоянке Богатыри/Синяя балка на Таманском полуострове. Многие специалисты не считают артефактами находки из слоя VII стоянки Королёво (также как комплексы из Герасимовки в России, Dorn-Durkheim 3, Karlich A-B и Untermassfeld в Германии, Konczyce Wielkie 4 в Польше и др.).
Стоянка Королёво II относится к селетоидным комплексам Украины, наряду со стоянками Высь в Кировоградской области, Стинка на Среднем Днестре в Черновицкой области, Мира под Запорожьем, Буран-Кая III слой С в Крыму.

## Галерея
- Руины бывшей синагоги
- Замок Няляб
- Замок Няляб
- Река Тиса